# Melete (planetoïde)
(56) Melete is een donkere planetoïde in de planetoïdengordel. De planetoïde werd op 9 september 1857 ontdekt door Hermann Goldschmidt in Parijs. Hij is genoemd naar Melete, de muse van meditatie, een van de drie originele muzen in de Griekse mythologie. De planetoïde draait in 4,186 jaar om de zon.